# São Miguel de Taipu
São Miguel de Taipu là một đô thị thuộc bang Paraíba, Brasil. Đô thị này có diện tích 92,254 km², dân số năm 2007 là 6664 người, mật độ 72 người/km².